# ياكوب فبريسوس
ياكوب فبريسوس (بالألمانية: Jacob Fabricius ) (و. 1576 – 1652 م) هو عالم فلك، وأستاذ جامعي من ألمانيا. ولد في روستوك.
توفي في كوبنهاغن، عن عمر يناهز 76 عاماً.